# ۱-سه آلکینو
۱-سه آلکینو (انگلیسی: 1st Alkino) یک شهرک در شهرستان بلاگووارسکی باشقیرستان کشور روسیه است.